# Chantemerle
Chantemerle település Franciaországban, Marne megyében. Lakosainak száma 49 fő (2022. január 1.). Chantemerle Fontaine-Denis-Nuisy, Bethon, La Celle-sous-Chantemerle, La Forestière és Potangis községekkel határos.

## Népesség
A település népességének változása:
| Lakosok száma | 51   | 48   | 47   | 53   | 50   | 46   | 44   | 47   | 49   | 49   |
|               | 1968 | 1982 | 1990 | 2006 | 2013 | 2015 | 2017 | 2019 | 2020 | 2022 |